# VfB Stuttgart

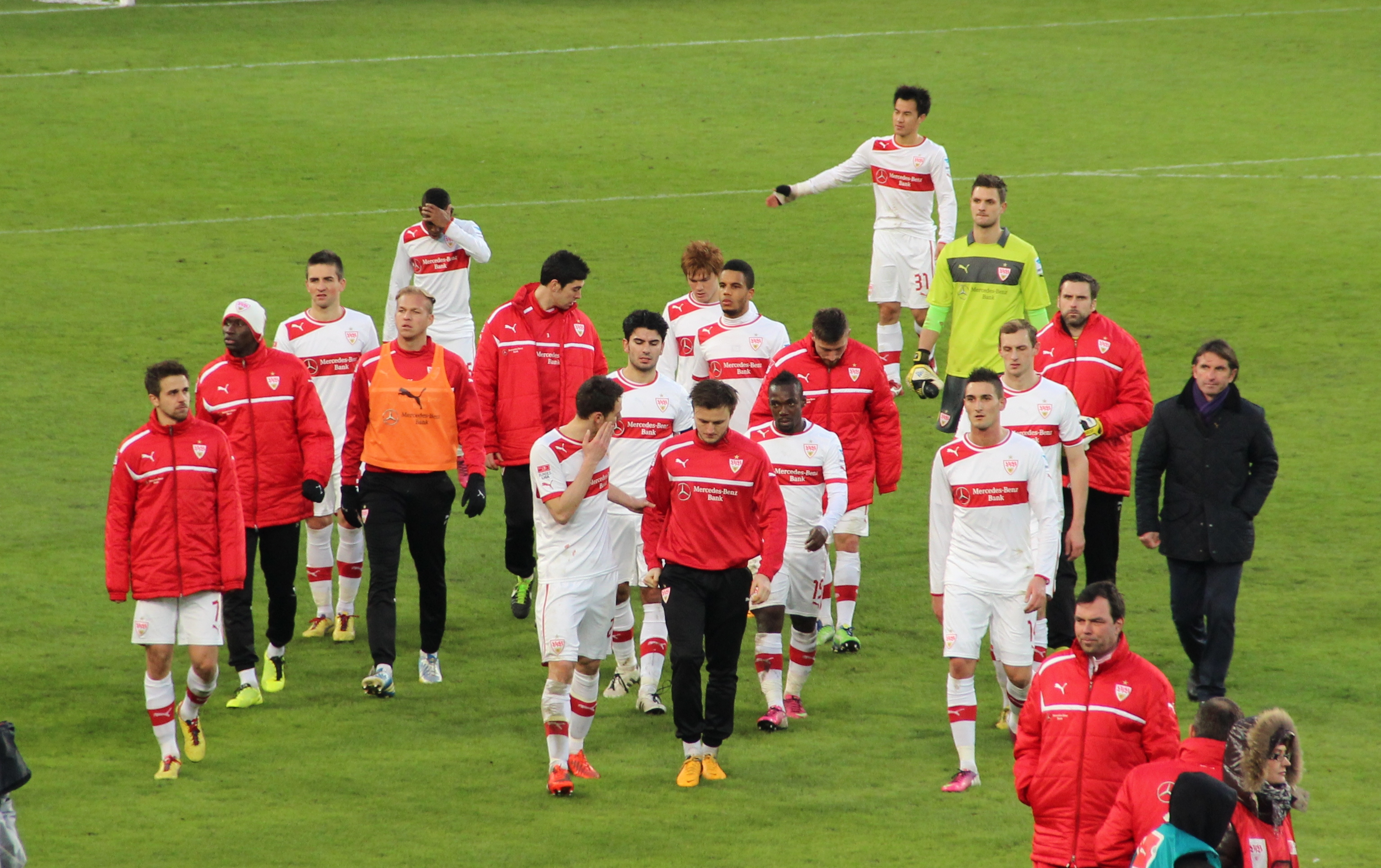
VfB-Team na de Bundesligawedstrijd tegen Werder Bremen op 9 februari 2013

VfB Stuttgart is een Duitse sportclub uit het Stuttgartse stadsdeel Bad Cannstatt. Met meer dan 44.000 leden is het de op zeven na grootste club van het land en de grootste van Baden-Württemberg. De club is het meest bekend om zijn voetbalafdeling. Sinds de oprichting in 1912 speelde Stuttgart veelal op het hoogste niveau, de Bundesliga met uitzondering van 1923/24, van 1975 tot 1977, van 2016/2017 en ook in 2019 degradeerde Stuttgart weer uit de Bundesliga. Na het seizoen 2019/20 op het tweede niveau wist Stuttgart promotie naar het hoogste niveau veilig te stellen. Stuttgart werd vijf keer landskampioen en vier keer bekerwinnaar. De club speelt zijn thuiswedstrijden in de MHPArena, gebouwd in 1933.

## Geschiedenis

### Voorgangers

#### Stuttgarter FV

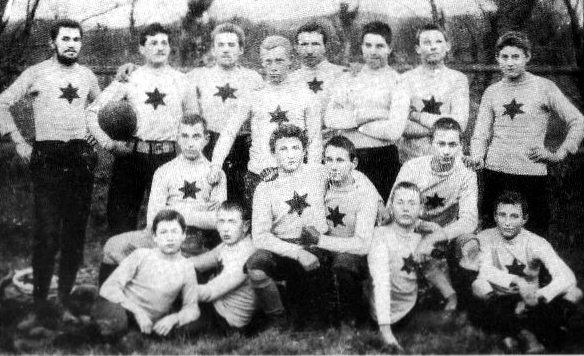
Het eerste rugby-team in 1894

Op 9 september 1893 werd de club als Stuttgart FV 93 opgericht in de herberg Zum Becher. De club werd gesteund door leden van de Cannstatter Fußball-Club. De club speelde al snel vriendschappelijke wedstrijden tegen CFC en was ook actief op voetbalvlak, maar de hoofdactiviteit in het begin was rugby. In 1894 ging de club op de Cannstatter Wasen spelen. In 1900 werd Hugo Betting van de club opgenomen in de selectie voor het Duitse team op de Olympische Spelen in Parijs. Hij was de enige speler die niet uit Frankfurt kwam en ze wonnen de zilveren medaille. In 1909 werd de club Duits vicekampioen in het rugby na een verlies tegen FC 897 Hannover. Ondanks de successen in het rugby verloor dit aan populariteit op het voetbal, dat minder gecompliceerd was voor de toeschouwer. Nadat de club niet meer op de Wase mocht spelen moesten ze op zoek naar een nieuw terrein en de club pachtte een veld op de Adelsberg om te spelen.
In 1909 sloot de club zich bij de Zuid-Duitse voetbalbond aan en werd meteen in de B-klasse ingedeeld, hoewel er ook een C-klasse bestond. In het tweede seizoen werd de club samen met Kronen-Club Cannstatt eerste en won in een beslissende wedstrijd de titel. In de eindronde om promotie moest de club het echter afleggen tegen FV Zuffenhausen. Het volgende seizoen werd de titel wel behaald. De eindronde werd niet meer in naam van Stuttgarter FV gespeeld omdat op dat moment de fusie met Kronen-Club Cannstatt al beklonken was.

#### Kronen-Club Cannstatt

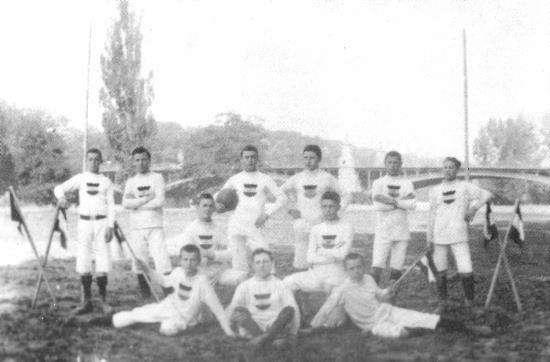
Het eerste voetbalelftal van Kronen-Club in 1898

Nadat voetbal steeds onbelangrijke werd bij de Cannstatter Fußball-Club, dat zich meer op rugby focuste, besloten leden in 1897 om zich af te scheiden van de club en de nieuwe club Kronen-Club Cannstatt op te richten. De Zuid-Duitse voetbalbond deelde de club in 1903 in de tweede klasse in. Een jaar later speelde de club al om promotie tegen het tweede elftal van de Stuttgarter Kickers. Nadat de scheidsrechter niet kwam opdagen stelde iemand van de voetbalbond voor om het spel te leiden en Kronen-Club won, maar later werd dit herroepen en kwam er een replay die de club verloor. De club draaide de volgende jaren bovenaan de rangschikking mee, maar kon geen promotie afdwingen.
Omdat het terrein op de Adelsberg niet geschikt was om competitiewedstrijden te spelen ontstond bij FV het idee om te fuseren met Kronen-Club. Op sportief vlak was Kronen-Club de afgelopen jaren niet echt vooruit gekomen en Stuttgarter FV ging nu meespelen om promotie naar de hoogste klasse en leek een betere toekomst te hebben. Op 2 april 1912 besloten om te fuseren met Stuttgarter FV. De fusievergadering vond plaats in Hotel Concordia, Wilhelm Hinzmann werd de eerste voorzitter.

### Beginjaren

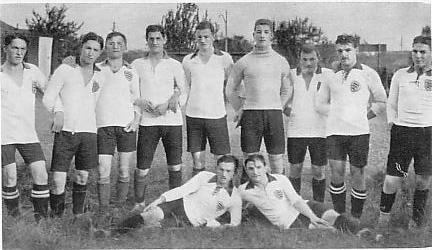
Promotie-elftal in 1912

De kersverse fusieclub mocht al in de eindronde om promotie naar de Südkreisliga aantreden omdat Stuttgarter FV zich daarvoor geplaatst had. De eerste wedstrijd tegen FV Germania Beiertheim werd met 4:3 gewonnen, waardoor ze zich voor de finale plaatsen. Tegen FC Mühlburg 1905 won de club op 1 september 1912 met 1:0, door een kopbalgoal in de laatste minuten. Zo kon de club al meteen in de reguliere competitie in de hoogste klasse aantreden. De eerste twee jaar eindigde de club in de lagere middenmoot en flirtte met degradatie. De Eerste Wereldoorlog gooide roet in het eten voor de verdere ontwikkeling van de club. Er waren moeilijkheden om een volwaardig elftal op te stellen en er werd tijdelijk met FV Die Blauen Elf samengewerkt om één team te kunnen opstellen. Aan echte competitie werd er niet meegedaan. Aan het einde van 1917 kon de club alweer vijf elftallen opstellen. 90 leden van de club sneuvelden in de oorlog.
Na de oorlog herstructureerde de Zuid-Duitse bond het voetbal. Er werden overal nieuwe competities ingevoerd en VfB ging in de Württembergse competitie spelen. De club zocht ook een nieuw terrein en belandde terug op de Cannstatter Wasen, waar ze tot 1936 speelden. Na twee seizoenen in de middenmoot werd de competitie samengevoegd met de Badense competitie in de Württemberg-Badense competitie. De eerste twee seizoenen bleven de competities wel apart naast elkaar bestaan en waren er extra degradanten, waardoor de club slachtoffer werd van deze regeling in 1922/23. De club beperkte de afwezigheid bij de elite tot één jaar. Een eerste groot succes kwam in 1925/26 toen VfB vicekampioen werd achter Karlsruher FV. Het volgende seizoen werd de club zowaar kampioen en mocht voor het eerst naar de Zuid-Duitse eindronde, waar ze voorlaatste werden in de groepsfase. De Württembergse competitie werd in 1927 heringevoerd. VfB werd slechts gedeeld derde en moest een barragematch spelen tegen Stuttgarter SC voor een plaats in de eindronde en won deze met 4:0. In de eindronde kon de club net als vorig jaar geen potten breken en dit scenario voltrok zich ook het volgende seizoen. Ernst Blum was in 1928 de eerste speler van de club die voor het nationaal elftal uitkwam. In 1929/30 werd een nieuwe titel binnen gehaald, maar was in de eindronde opnieuw een maatje te klein. In 1930/31 eindigde de club met 1. FC Pforzheim en de Kickers of de tweede plaats. De club speelde tegen beide clubs voor een plaats in de eindronde, maar verloor beide wedstrijden. Het volgende seizoen plaatste de club zich na een tweede plaats wel weer, maar ook deze keer draaide dit op niets uit, de overmacht van de Beierse clubs was te groot. In 1932/33 werd de club derde en kwalificeerde zich voor de nieuwe Gauliga Württemberg, die na dit seizoen ingevoerd werd als nieuwe hoogste klasse. De NSDAP, die de macht gegrepen had in Duitsland, herstructureerde de hele Duitse competitie.

### Gauliga
De club werd gesteund door de NSDAP en dat bleek zich later te lonen. De joodse leden werden wel uitgesloten van de club. Na een derde plaats in het eerste seizoen werd de club kampioen in 1934/35. Voor het eerst mocht de club naar de eindronde om de landstitel. In een groep met SpVgg Fürth, FC Hanau 93 en 1. SV Jena verloor de club de eerste twee wedstrijden en leek geen uitzicht te hebben op de groepswinst, maar dan keerde het tij en VfB greep in extremis de groepswinst en stootte door naar de halve finale. VfL Benrath kreeg een 4:2 draai om de oren en voor het eerst speelde Stuttgart om de Duitse titel. Tegen het oppermachtige FC Schalke 04 stond het aan de rust al 3:0 voor Schalke, in een wervelende tweede helft vielen nog zeven goals, maar het was toch Schalke dat won met 6:4. Na een teleurstellende derde plaats werd in 1936/37 een nieuwe titel binnen gehaald. In een groep met VfR Wormatia Worms, SV Dessau 05 en SV 06 Kassel werd de club opnieuw groepswinnaar. Deze keer trof VfB Schalke al in de halve finale en moest opnieuw het onderspit delven. Voor het eerst kon Stuttgart de titel verlengen en ging naar zijn derde eindronde. In een groep met Fortuna Düsseldorf, BC Hartha en Vorwärts RaSpo Gleiwitz werd VfB nu slechts derde. De volgende jaren heersten de Kickers over de Gauliga en VfB kon pas in 1942/43 een nieuwe titel winnen. De eindronde werd nu in knock-outfase gespeeld en VfB verloor meteen van TSV 1860 München. Het volgende seizoen werd de club vierde en het laatste seizoen voor het einde van de oorlog werd niet voltooid.

### Oberliga
Na de oorlog werd de Gauliga ontbonden. Er kwamen vijf nieuwe competities in de plaats. VfB werd in de Oberliga Süd ingedeeld en werd meteen kampioen, maar omdat nog niet in alle delen van het land een gelijkaardige competitie was werd in 1946 geen eindronde om de titel gespeeld. Na een paar seizoenen subtop werd de club in 1949/50 vicekampioen achter SpVgg Fürth en plaatste zich voor de eindronde. De club versloeg VfL Osnabrück, 1. FC Kaiserslautern en Fürth alvorens de finale te bereiken, die ze met 2:1 wonnen van Kickers Offenbach. VfB behaalde zo de eerste landstitel en verdrong nu definitief de Kickers van plaats van eerste club van de stad te zijn. Bij de thuiskomst werd het elftal onder euforie gevierd en ontvangen door het elftal dat in 1935 de finale speelde. Met een vierde plaats in de competitie kon de club zijn titel niet verdedigen in de eindronde. In 1951/52 won VfB voor het eerst de Oberliga. In een groep met Rot-Weiss Essen, VfL Osnabrück en Tennis Borussia Berlin werd de club groepswinnaar en plaatste zich voor de finale tegen 1. FC Saarbrücken en won met 3:2 zo de tweede titel. Na een slechte start kon de club aan het einde van het seizoen nog de vicetitel halen en zich zo plaatsen voor de eindronde. In een groep met Borussia Dortmund, Hamburger SV en SC Union 06 Berlin werd opnieuw de groepswinst behaald. In de finale moest de club echter het onderspit delven tegen FC Kaiserslautern en verloor met 4:1. Het volgende seizoen won de club opnieuw de Oberliga en werd slechts tweede in de groepsfase, achter Hannover 96, maar wel nog voor Berliner SV 92. De club won dat jaar wel een troostprijs door de bekerfinale te winnen tegen 1. FC Köln.
Na een ontgoochelende dertiende plaats werd de club in 1955/56 weer vicekampioen. De club moest in de eindronde eerst een kwalificatie spelen tegen TuS Neuendorf en won deze met 8:0. In een groep met Borussia Dortmund, Hamburger SV en BFC Viktoria 89 werd VfB slechts derde. De volgende seizoenen speelde de club geen rol van betekenis meer en eindigde steevast in de middenmoot. Toen bekend werd dat in 1963 de Bundesliga ingevoerd zou worden als nieuwe competitie voor het hele land, was het nog maar de vraag of VfB zich hiervoor zou plaatsen. Er mochten vijf clubs van de Oberliga Süd naar de Bundesliga. VfB eindigde samen met Kickers Offenbach op de zesde plaats. Echter was er een regel dat er slechts één club per stad in de Bundesliga mocht aantreden. Aangezien TSV 1860 München kampioen was, moest FC Bayern München, dat toen nog niet de sterrenstatus van nu had, tevreden zijn met een plaats in de nieuwe Regionalliga. Het vijfde ticket ging naar VfB Stuttgart. Offenbach had een beter doelsaldo, maar het was het doelquotiënt waar het dat jaar om draaide en daarin scoorde Stuttgart beter.

### Bundesliga
Hoewel de club nog niet met allemaal profvoetballers speelde sleepte VfB een respectabele vijfde plaats uit de wacht in de nieuwe competitie. De volgende jaren belandde de club in de middenmoot. Na een zesde plaats in 1972/73 stootte de club in het seizoen 1973-1974 in de UEFA Cup door tot de halve finales, waarin ze verloren van Feyenoord Rotterdam. Het was niet het eerste optreden van de club in Europa, maar voorheen werd de club telkens vroeg uitgeschakeld. Een seizoen later, in 1974-1975, volgde de ontnuchtering toen de club voor het eerst uit de Bundesliga degradeerde. Het eerste seizoen in de 2. Bundesliga werd een ramp, met slechts een elfde plaats in 1975-1976. In een wedstrijd tegen SSV Reutlingen, die ze thuis met 2:3 verloren, daagden 1200 supporters op. In het seizoen 1976-1977 werd de club kampioen met 100 gescoorde goals en volgde promotie terug naar de Bundesliga, met onder meer 42-voudig ex-international Hansi Müller in de gelederen (half 1975-half 1982). De volgende jaren, tot en met het seizoen 1980-1981, eindigde de club steeds in de top vier. Het mooiste seizoen was 1978-1979, waarin de club als 2de finishte, met 73 goals voor en 34 goals tegen. In 1980 bereikte de club de halve finale van de UEFA Cup en verloor daar van Borussia Mönchengladbach. Een jaar later was opnieuw een Duitse club de boosdoener in Europa, nu versloeg FC Köln de club al in de achtste finale. In 1983/84 won de club voor het eerst de Bundesliga en haalde zo de derde landstitel binnen. Bij het eerste optreden in de Europacup I verloor de club meteen van Levski-Spartak Sofia. Deze club schakelde VfB een jaar eerder ook al in de eerste ronde van de UEFA Cup uit.
De volgende jaren eindigde de club wisselend in de subtop en de middenmoot. In 1989 speelde de club zijn eerste Europese finale in de UEFA Cup en verloor daar van SSC Napoli. In 1991/92 werd VfB opnieuw landskampioen. Na een paar jaar middenmoot won de club in 1997 nog eens de beker en bereikte in de Europacpup II de finale, die ze van Chelsea FC verloren. Nadat de club in 2003 vicekampioen werd mochten ze voor het eerst aantreden in de Champions League. De club overleefde de groepsfase en botste dan opnieuw op Chelsea. Na weer enkele mindere jaren werd VfB voor de vijfde keer landskampioen in 2006/07. De volgende jaren speelden de club nog in de subtop, behalve in 2010/11 toen de club twaalfde werd. Op 26 augustus 2013 werd trainer Bruno Labbadia na drie nederlagen op rij ontslagen en vervangen door Thomas Schneider. Labbadia was coach van VfB sinds december 2010.
Ook Schneider voldeed niet. Onder zijn leiding behaalde Stuttgart in zijn laatste negen duels slechts één punt. Hij werd begin maart 2014 afgelost door de Nederlander Huub Stevens. Hij was kort daarvoor zelf ontslagen bij het Griekse PAOK Saloniki. Stevens tekende in Stuttgart een contract voor de resterende tien competitiewedstrijden. Zijn opdracht was lijfsbehoud. Dat lukte: op zaterdag 3 mei, in de voorlaatste speelronde, speelde Stuttgart zich veilig, al had de club daar de hulp voor nodig van de drie overige degradatiekandidaten. Zelf verloor de ploeg van Stevens op eigen veld van VfL Wolfsburg: 1-2. Spits Ivica Olic maakte in de blessuretijd het beslissende doelpunt.
In het seizoen seizoen 2014/15 vocht Stuttgart andermaal tegen degradatie en opnieuw kwam de club uit bij Stevens om redding te brengen na het ontslag van Armin Veh op 23 november 2014. Stevens wist Stuttgart opnieuw te behoeden voor de gang naar de 2. Bundesliga door op de laatste speeldag, op zaterdag 23 mei 2015, met zijn ploeg met 2-1 te winnen op bezoek bij hekkensluiter SC Paderborn. Hij werd opgevolgd door Alexander Zorniger, die eerder RB Leipzig onder zijn hoede had gehad. Al na enkele maanden werd hij ontslagen en vervangen door Jürgen Kramny. Op de slotdag van het seizoen seizoen 2015/16 viel het doek voor VfB Stuttgart. De vijfvoudig landskampioen verloor met 3-1 bij VfL Wolfsburg en degradeerde daardoor na 39 seizoenen voor de tweede keer in de clubgeschiedenis uit de Bundesliga. De club nam afscheid van coach Kramny. Jos Luhukay volgde hem op 17 mei 2016 op. Hij tekende voor twee jaar, maar kon al in september zijn biezen pakken. Onder leiding van zijn opvolger Hannes Wolf wist Stuttgart als eerste te eindigen in de 2. Bundesliga (seizoen 2016/17) en zo al na één jaar terug te keren in de hoogste afdeling. Stuttgart werd op de slotdag van de competitie kampioen van de 2. Bundesliga na de 4-1 zege op degradant Würzburger Kickers. Hannover 96 beëindigde het seizoen als tweede en promoveerde daarmee automatisch naar de Bundesliga, in het voetspoor van VfB Stuttgart.
Het eerste seizoen 2017/18 op het hoogste niveau werd een succes.  Met een zevende plaats viel de ploeg net buiten de plaatsen die recht geven op Europees voetbal.  Het seizoen 2018/19 was er een van een gevecht tegen de degradatie, die met een zestiende plaats, de ploeg verplichte op de play downs te spelen tegen 1. FC Union Berlin.  De ploeg uit de hoofdstad bleek na twee partijen sterker te zijn en zo was de degradatie een feit.
Al na het einde van het eerste seizoen op het tweede niveau eindigde de ploeg op een tweede plaats, zodat aan het einde van het seizoen 2019/20 promotie werd afgedwongen.

## Erelijst
| Internationaal                           |    |                                                               |
| UEFA Intertoto Cup                       | 3× | 2000*, 2002*, 2008** (* als een van drie, ** als een van elf) |
| Nationaal                                |    |                                                               |
| Deutsche Fußballmeisterschaft/Bundesliga | 5× | 1950, 1952, 1984, 1992, 2007                                  |
| DFB-Pokal                                | 4× | 1954, 1958, 1997, 2025                                        |
| DFB-Supercup                             | 1× | 1992                                                          |
| 2. Bundesliga                            | 2× | 1977, 2017                                                    |
| Meisterschaft Württemberg-Baden          | 1× | 1927                                                          |
| Meisterschaft Württemberg                | 1× | 1930                                                          |
| Gauliga Württemberg                      | 4× | 1935, 1937, 1938, 1943                                        |

## Eerste elftal

### Selectie 2024/25
| Nr.           | Naam                   | Sinds      | Contract   | Vorige club       |
| Doelmannen    | Doelmannen             | Doelmannen | Doelmannen | Doelmannen        |
| ------------- | ---------------------- | ---------- | ---------- | ----------------- |
| 1             | Fabian Bredlow         | 2019       | 2026       | Nürnberg          |
| 21            | Stefan Drljača         | 2024       | 2027       | Dynamo Dresden    |
| 33            | Alexander Nübel        | 2023       | 2026       | Bayern München    |
| 41            | Dennis Seimen          | 2023       | 2027       | Stuttgart         |
| Verdedigers   |                        |            |            |                   |
| 2             | Ameen Al-Dakhil        | 2024       | 2028       | Burnley FC        |
| 3             | Ramon Hendriks         | 2024       | 2028       | Feyenoord         |
| 4             | Josha Vagnoman         | 2022       | 2026       | Hamburger SV      |
| 7             | Maximilian Mittelstädt | 2023       | 2026       | Hertha BSC        |
| 13            | Frans Krätzig          | 2024       | 2025       | Bayern München    |
| 15            | Pascal Stenzel         | 2020       | 2026       | Freiburg          |
| 20            | Leonidas Stergiou      | 2023       | 2028       | St. Gallen        |
| 23            | Dan-Axel Zagadou       | 2022       | 2026       | Borussia Dortmund |
| 24            | Jeff Chabot            | 2024       | 2028       | Köln              |
| 29            | Anthony Rouault        | 2023       | 2027       | Toulouse          |
| 45            | Anrie Chase            | 2022       |            |                   |
| Middenvelders |                        |            |            |                   |
| 5             | Yannik Keitel          | 2024       | 2028       | Freiburg          |
| 6             | Angelo Stiller         | 2023       | 2027       | Hoffenheim        |
| 8             | Enzo Millot            | 2021       | 2028       | AS Monaco         |
| 16            | Atakan Karazor         | 2019       | 2028       | Holstein Kiel     |
| 28            | Nikolas Nartey         | 2019       | 2025       | Köln              |
| 32            | Fabian Rieder          | 2024       | 2025       | Stade Rennais     |
| Aanvallers    |                        |            |            |                   |
| 9             | Ermedin Demirović      | 2024       | 2028       | FC Augsburg       |
| 10            | El Bilal Touré         | 2024       | 2025       | Atalanta Bergamo  |
| 11            | Nick Woltemade         | 2024       | 2028       | Werder Bremen     |
| 17            | Justin Diehl           | 2024       | 2029       | Köln              |
| 18            | Jamie Leweling         | 2023       | 2028       | Union Berlin      |
| 19            | Wahid Faghir           | 2021       | 2026       | Vejle             |
| 22            | Thomas Kastanaras      | 2022       | 2025       |                   |
| 26            | Deniz Undav            | 2023       | 2027       | Brighton          |
| 27            | Chris Führich          | 2021       | 2028       | Paderborn         |
| 40            | Luca Raimund           | 2024       | 2026       |                   |

Laatste update: 31 augustus 2024

### Staf 2024/25
| Functie           | Naam             | Sinds | Contract | Vorige club              |
| ----------------- | ---------------- | ----- | -------- | ------------------------ |
| Hoofdtrainer      | Sebastian Hoeneß | 2023  | 2027     | Hoffenheim               |
| Assistent-trainer | Malik Fathi      | 2023  | 2027     | Hertha BSC               |
| Assistent-trainer | David Krecidlo   | 2023  | 2027     | Hoffenheim               |
| Keeperstrainer    | Steffen Krebs    | 2021  | 2025     | Borussia Mönchengladbach |

Laatste update: 19 juni 2024

## Overzichtslijsten
| Niveau | Aantal | Periode (1945-2026)                        |
| ------ | ------ | ------------------------------------------ |
| I      | 77     | 1945-1975, 1977-2016, 2017-2019, 2020-.... |
| II     | 4      | 1975-1977, 2016-2017, 2019-2020            |

### Eindklasseringen sinds 1964
- 1946 1e
Oberliga
- 1947 6e
Oberliga
- 1948 5e
Oberliga
- 1949 6e
Oberliga
- 1950 2e
Oberliga
- 1951 4e
Oberliga
- 1952 1e
Oberliga
- 1953 2e
Oberliga
- 1954 1e
Oberliga
- 1955 13e
Oberliga
- 1956 2e
Oberliga
- 1957 4e
Oberliga
- 1958 9e
Oberliga
- 1959 5e
Oberliga
- 1960 7e
Oberliga
- 1961 7e
Oberliga
- 1962 5e
Oberliga
- 1963 6e
Oberliga
- 1964 5e
Bundesliga
- 1965 12e
Bundesliga
- 1966 11e
Bundesliga
- 1967 12e
Bundesliga
- 1968 8e
Bundesliga
- 1969 5e
Bundesliga
- 1970 7e
Bundesliga
- 1971 12e
Bundesliga
- 1972 8e
Bundesliga
- 1973 6e
Bundesliga
- 1974 9e
Bundesliga
- 1975 16e
Bundesliga
- 1976 11e
2. Bundesliga
- 1977 1e
2. Bundesliga
- 1978 4e
Bundesliga
- 1979 2e
Bundesliga
- 1980 4e
Bundesliga
- 1981 3e
Bundesliga
- 1982 9e
Bundesliga
- 1983 3e
Bundesliga
- 1984 1e
Bundesliga
- 1985 10e
Bundesliga
- 1986 5e
Bundesliga
- 1987 12e
Bundesliga
- 1988 4e
Bundesliga
- 1989 5e
Bundesliga
- 1990 6e
Bundesliga
- 1991 6e
Bundesliga
- 1992 1e
Bundesliga
- 1993 7e
Bundesliga
- 1994 7e
Bundesliga
- 1995 12e
Bundesliga
- 1996 10e
Bundesliga
- 1997 4e
Bundesliga
- 1998 4e
Bundesliga
- 1999 11e
Bundesliga
- 2000 8e
Bundesliga
- 2001 15e
Bundesliga
- 2002 8e
Bundesliga
- 2003 2e
Bundesliga
- 2004 4e
Bundesliga
- 2005 5e
Bundesliga
- 2006 9e
Bundesliga
- 2007 1e
Bundesliga
- 2008 6e
Bundesliga
- 2009 3e
Bundesliga
- 2010 6e
Bundesliga
- 2011 12e
Bundesliga
- 2012 6e
Bundesliga
- 2013 12e
Bundesliga
- 2014 15e
Bundesliga
- 2015 14e
Bundesliga
- 2016 17e
Bundesliga
- 2017 1e
2. Bundesliga
- 2018 7e
Bundesliga
- 2019 16e
Bundesliga
- 2020 2e
2. Bundesliga
- 2021 9e
Bundesliga
- 2022 15e
Bundesliga
- 2023 16e
Bundesliga
- 2024 2e
Bundesliga
- 2025 9e
Bundesliga

- Niveau 1
- Niveau 2

| Legenda niveautijdlijn | Legenda niveautijdlijn      | Legenda niveautijdlijn      | Legenda niveautijdlijn      | Legenda niveautijdlijn    | Legenda niveautijdlijn |
| Liga                   | Seizoen 1963/64 t/m 1973/74 | Seizoen 1974/75 t/m 1993/94 | Seizoen 1994/95 t/m 2007/08 | Seizoen 2008/09 tot heden | Opmerking              |
| ---------------------- | --------------------------- | --------------------------- | --------------------------- | ------------------------- | ---------------------- |
| Bundesliga             | Niveau I                    | Niveau I                    | Niveau I                    | Niveau I                  |                        |
| 2. Bundesliga          | --                          | Niveau II                   | Niveau II                   | Niveau II                 |                        |
| 3. Liga                | --                          | --                          | --                          | Niveau III                |                        |
| Regionalliga           | Niveau II                   | --                          | Niveau III                  | Niveau IV                 |                        |
| Oberliga               | --                          | Niveau III *                | Niveau IV                   | Niveau V                  | * vanaf 1978/79        |

### Seizoensresultaten
| Seizoen | Competitie        | Niveau | Eindstand | DFB Pokal    | Opmerking                                                                              |
| ------- | ----------------- | ------ | --------- | ------------ | -------------------------------------------------------------------------------------- |
| 1963/64 | Bundesliga        | I      | 5         | 8e finale    |                                                                                        |
| 1964/65 | Bundesliga        | I      | 12        | kwartfinale  |                                                                                        |
| 1965/66 | Bundesliga        | I      | 11        | 1e ronde     |                                                                                        |
| 1966/67 | Bundesliga        | I      | 12        | 8e finale    |                                                                                        |
| 1967/68 | Bundesliga        | I      | 8         | 8e finale    |                                                                                        |
| 1968/69 | Bundesliga        | I      | 5         | 8e finale    |                                                                                        |
| 1969/70 | Bundesliga        | I      | 7         | 1e ronde     |                                                                                        |
| 1970/71 | Bundesliga        | I      | 12        | 1e ronde     |                                                                                        |
| 1971/72 | Bundesliga        | I      | 8         | 8e finale    |                                                                                        |
| 1972/73 | Bundesliga        | I      | 6         | 8e finale    | 2e in groep 8 van de Ligapokal                                                         |
| 1973/74 | Bundesliga        | I      | 9         | 1e ronde     |                                                                                        |
| 1974/75 | Bundesliga        | I      | 16        | 1e ronde     |                                                                                        |
| 1975/76 | 2. Bundesliga#Süd | II     | 11        | 2e ronde     |                                                                                        |
| 1976/77 | 2. Bundesliga#Süd | II     | 2         | 3e ronde     |                                                                                        |
| 1977/78 | Bundesliga        | I      | 4         | 2e ronde     |                                                                                        |
| 1978/79 | Bundesliga        | I      | 2         | 2e ronde     |                                                                                        |
| 1979/80 | Bundesliga        | I      | 3         | kwartfinale  |                                                                                        |
| 1980/81 | Bundesliga        | I      | 3         | kwartfinale  |                                                                                        |
| 1981/82 | Bundesliga        | I      | 9         | 3e ronde     |                                                                                        |
| 1982/83 | Bundesliga        | I      | 3         | halve finale |                                                                                        |
| 1983/84 | Bundesliga        | I      |           | kwartfinale  |                                                                                        |
| 1984/85 | Bundesliga        | I      | 10        | 8e finale    |                                                                                        |
| 1985/86 | Bundesliga        | I      | 5         | Finale       | < FC Bayern München: 2-5                                                               |
| 1986/87 | Bundesliga        | I      | 12        | 1e ronde     |                                                                                        |
| 1987/88 | Bundesliga        | I      | 4         | 1e ronde     | Liga topscorer: Jürgen Klinsmann (19)                                                  |
| 1988/89 | Bundesliga        | I      | 5         | halve finale | Finale UEFA-Cup > SSC Napoli: 1-2 / 3-3                                                |
| 1989/90 | Bundesliga        | I      | 6         | kwartfinale  |                                                                                        |
| 1990/91 | Bundesliga        | I      | 6         | kwartfinale  |                                                                                        |
| 1991/92 | Bundesliga        | I      |           | kwartfinale  | Liga topscorer: Fritz Walter (22)                                                      |
| 1992/93 | Bundesliga        | I      | 7         | 1e ronde     | winnaar Duitse Supercup > Hannover 96: 3-1                                             |
| 1993/94 | Bundesliga        | I      | 7         | 1e ronde     |                                                                                        |
| 1994/95 | Bundesliga        | I      | 12        | 8e finale    |                                                                                        |
| 1995/96 | Bundesliga        | I      | 10        | 1e ronde     | Liga topscorer: Fredi Bobic (17)                                                       |
| 1996/97 | Bundesliga        | I      | 4         | Winnaar      | < Energie Cottbus: 2-0; Finalist Liga-Pokal > FC Bayern München: 0-2                   |
| 1997/98 | Bundesliga        | I      | 4         | halve finale | Finalist Liga-Pokal > FC Bayern München: 0-4; Finale UEFA-Cup > Chelsea FC: 0-1        |
| 1998/99 | Bundesliga        | I      | 11        | kwartfinale  |                                                                                        |
| 1999/00 | Bundesliga        | I      | 8         | kwartfinale  |                                                                                        |
| 2000/01 | Bundesliga        | I      | 15        | halve finale |                                                                                        |
| 2001/02 | Bundesliga        | I      | 8         | 8e finale    |                                                                                        |
| 2002/03 | Bundesliga        | I      | 2         | 2e ronde     | halve finale Ligapokal                                                                 |
| 2003/04 | Bundesliga        | I      | 4         | 8e finale    | halve finale Ligapokal                                                                 |
| 2004/05 | Bundesliga        | I      | 5         | 8e finale    | Finalist Liga-Pokal > FC Schalke 04: 0-1                                               |
| 2005/06 | Bundesliga        | I      | 9         | 2e ronde     |                                                                                        |
| 2006/07 | Bundesliga        | I      |           | Finalist     | < 1. FC Nürnberg: 2-2 nv                                                               |
| 2007/08 | Bundesliga        | I      | 6         | kwartinfale  |                                                                                        |
| 2008/09 | Bundesliga        | I      | 3         | 8e finale    |                                                                                        |
| 2009/10 | Bundesliga        | I      | 6         | 8e finale    |                                                                                        |
| 2010/11 | Bundesliga        | I      | 12        | 8e finale    |                                                                                        |
| 2011/12 | Bundesliga        | I      | 6         | kwartfinale  |                                                                                        |
| 2012/13 | Bundesliga        | I      | 12        | Finalist     | < FC Bayern München: 2-3                                                               |
| 2013/14 | Bundesliga        | I      | 15        | 2e ronde     |                                                                                        |
| 2014/15 | Bundesliga        | I      | 14        | 1e ronde     |                                                                                        |
| 2015/16 | Bundesliga        | I      | 17        | kwartfinale  |                                                                                        |
| 2016/17 | 2. Bundesliga     | II     | 1         | 2e ronde     | Liga topscorer: Simon Terodde (25)                                                     |
| 2017/18 | Bundesliga        | I      | 7         | 8e finale    |                                                                                        |
| 2018/19 | Bundesliga        | I      | 16        | 1e ronde     | PD-wedstrijden > 1. FC Union Berlin: 2-2 thuis / 0-0 uit                               |
| 2019/20 | 2. Bundesliga     | II     | 2         | 8e finale    |                                                                                        |
| 2020/21 | Bundesliga        | I      | 9         | 8e finale    |                                                                                        |
| 2021/22 | Bundesliga        | I      | 15        | 2e ronde     |                                                                                        |
| 2022/23 | Bundesliga        | I      | 16        | halve finale | PD-wedstrijden > Hamburger SV: 3-0 thuis / 3-1 uit                                     |
| 2023/24 | Bundesliga        | I      | 2         | kwartfinale  |                                                                                        |
| 2024/25 | Bundesliga        | I      | 9         |              | > DSC Arminia Bielefeld: 4-2; Finalist Super Cup > Bayer 04 Leverkusen: 2-2 (3-4 n.s.) |
| 2025/26 | Bundesliga        | I      | .         |              | Finalist Super Cup > FC Bayern München: 1-2                                            |

### VfB Stuttgart in Europa
VfB Stuttgart speelt sinds 1964 in diverse Europese competities. Hieronder staan de competities en in welke seizoenen de club deelnam:
- Champions League (5x)

1992/93, 2003/04, 2007/08, 2009/10, 2024/25
- Europacup I (1x)

1984/85
- Europa League (4x)

2010/11, 2012/13, 2013/14, 2025/26
- Europacup II (2x)

1986/87, 1997/98
- UEFA Cup (15x)

1973/74, 1978/79, 1979/80, 1980/81, 1981/82, 1983/84, 1988/89, 1989/90, 1991/92, 1998/99, 2000/01, 2002/03, 2004/05, 2005/06, 2008/09
- Intertoto Cup (4x)

1996, 2000, 2002, 2008
- Jaarbeursstedenbeker (3x)

1964/65, 1966/67, 1969/70
Bijzonderheden Europese competities:
| Bijzonderheid                 | Datum      | Tegenstander       | Uitslag | Plaats    | Naam           | Aantal |
| ----------------------------- | ---------- | ------------------ | ------- | --------- | -------------- | ------ |
| Hoogste overwinning           | 17-09-1973 | Olympiakos Piraeus | 9-0     | Stuttgart |                |        |
| Hoogste nederlaag             | 06-12-1978 | ASVS Dukla Praha   | 0-4     | Praag     |                |        |
| Hoogste nederlaag             | 17-03-2010 | FC Barcelona       | 0-4     | Barcelona |                |        |
| Speler met meeste wedstrijden | 23-02-2006 |                    |         |           | Zvonimir Soldo | 58     |
| Speler met meeste doelpunten  | 31-10-1989 |                    |         |           | Karl Allgöwer  | 16     |

## Bekende (oud-)Schwaben

### Spelers
- Markus Babbel
- Timo Baumgartl
- Fredi Bobic
- Khalid Boulahrouz
- Jon Dahl Tomasson
- Mario Gómez
- Timo Hildebrand
- Ottmar Hitzfeld
- Thomas Hitzlsperger
- Aljaksandr Hleb
- Dieter Hoeneß
- Sami Khedira
- Jürgen Klinsmann
- Kevin Kurányi
- Philipp Lahm
- Jens Lehmann
- Bernd Leno
- Dieter Müller
- Hansi Müller
- Matthias Sammer
- Daniel Schwaab
- Sven Ulreich
- Frank Verlaat
- Timo Werner

#### Records
Top-5 meest gespeelde wedstrijden
| Nr. | Naam             | Land      | Positie      | Periode   | Aantal |
| --- | ---------------- | --------- | ------------ | --------- | ------ |
| 1.  | Hermann Ohlicher | Duitsland | Middenvelder | 1973-1985 | 459    |
| 2.  | Karl Allgöwer    | Duitsland | Middenvelder | 1980-1991 | 410    |
| 2.  | Helmut Roleder   | Duitsland | Doelman      | 1972-1987 | 410    |
| 4.  | Zvonimir Soldo   | Kroatië   | Middenvelder | 1996-2006 | 399    |
| 4.  | Günther Schäfer  | Duitsland | Verdediger   | 1980-1996 | 399    |

Top-5 doelpuntenmakers
| Nr. | Naam             | Land      | Periode   | Aantal |
| --- | ---------------- | --------- | --------- | ------ |
| 1.  | Karl Allgöwer    | Duitsland | 1980-1991 | 167    |
| 2.  | Hermann Ohlicher | Duitsland | 1973-1985 | 157    |
| 3.  | Rolf Blessing†   | Duitsland | 1948-1961 | 141    |
| 4.  | Fritz Walter     | Duitsland | 1987-1994 | 123    |
| 5.  | Erwin Waldner†   | Duitsland | 1952-1966 | 116    |

stand: 18-05-2025

### Trainers
- Christoph Daum
- Arie Haan
- Bruno Labbadia
- Joachim Löw
- Jos Luhukay
- Felix Magath
- Ralf Rangnick
- Matthias Sammer
- Huub Stevens
- Giovanni Trapattoni
- Armin Veh
- Hannes Wolf